# The Best of Sade
The Best of Sade é um álbum dos melhores êxitos do grupo inglês Sade, lançada em 12 de Novembro de 1994 no Reino Unido e em 26 de Novembro do mesmo ano nos Estados Unidos, pelo selo Epic Records.
A compilação corresponde traz os sucessos dos álbuns Diamond Life, Promise, Stronger Than Pride e Love Deluxe, e ainda o cover da música "Please Send Me Someone to Love", presente na Trilha-sonora do filme Filadélfia, estrelado pelo ator Tom Hanks em 1993.
The Best of Sade foi o quinto álbum no total da banda a debutar na parada de álbuns Billboard 200.

## Faixas
1. "Your Love Is King" 1 (Sade Adu, Stuart Matthewman) – 3:41
2. "Hang on to Your Love" 1 (Adu, Matthewman) – 4:29
3. "Smooth Operator" 1 (Adu, Ray St. John) – 4:16
4. "Jezebel" ² (Adu, Matthewman) – 5:23
5. "The Sweetest Taboo" ² (Adu, Martin Ditcham) – 4:25
6. "Is It a Crime" ² (Adu, Matthewman, Andrew Hale) – 6:16
7. "Never as Good as the First Time" ² (Adu, Matthewman) – 3:58
8. "Love Is Stronger Than Pride" ³ (Adu, Hale, Matthewman) – 4:17
9. "Paradise" ³ (Adu, Hale, Matthewman, Paul S. Denman) – 3:36
10. "Nothing Can Come Between Us" ³ (Adu, Matthewman, Hale) – 3:52
11. "No Ordinary Love" 4 (Adu, Matthewman) – 7:19
12. "Like a Tattoo" 4 (Adu, Hale, Matthewman) – 3:36
13. "Kiss of Life" 4 (Adu, Hale, Matthewman, Denman) – 4:10
14. "Please Send Me Someone to Love" 5 (Percy Mayfield) – 3:40
15. "Cherish the Day" 4 (Adu, Hale, Matthewman) – 6:17
16. "Pearls" 4 (Adu, Hale) – 4:35

1 De Diamond Life.

² De Promise.

³ De Stronger Than Pride.

4 De Love Deluxe.

5 Da trilha sonora de Philadelphia